# Ardea plumifera
Héron plumifère
Espèce
Statut de conservation UICN

LC : Préoccupation mineure
Synonymes
- Ardea intermedia plumifera

Ardea plumifera est une espèce d'oiseaux de la famille des Ardeidae. Parfois appelé Héron plumifère. 

## Taxonomie
Considérée comme une sous-espèce du Héron intermédiaire (Ardea intermedia) par certaines autorités, le 26 septembre 2023, l'Union internationale des ornithologues a décidé de séparer les trois sous-espèces en trois espèces à part entière :
- Ardea brachyrhyncha — Héron à bec jaune[3] ;
- Ardea intermedia — Héron intermédiaire ;
- Ardea plumifera — Héron plumifère[3].

## Répartition

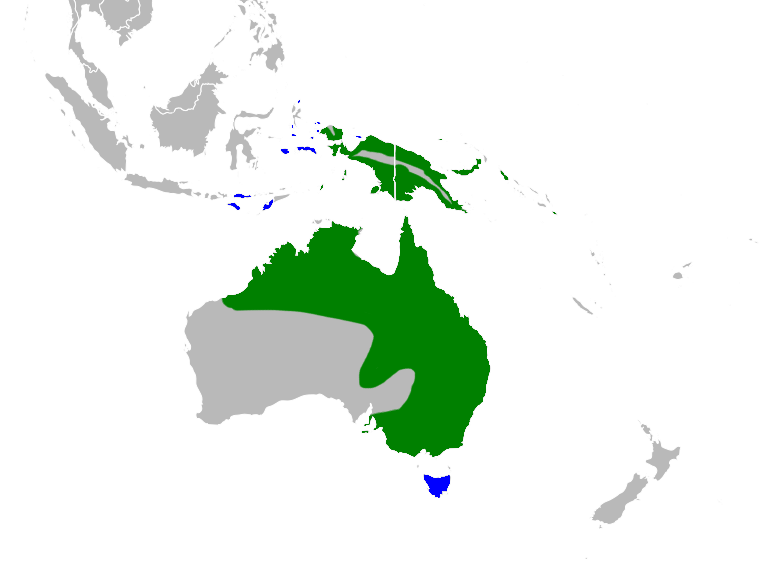
résident permanent
non nicheur

Cette espèce niche en Indonésie orientale, en Nouvelle-Guinée et en Australie.

## Habitat
L'habitat de cet oiseau est constitué de marais, de rizières, de lagunes et de champs inondés.